# فرودگاه مونته دورادو
فرودگاه مونته دورادو (به انگلیسی: Monte Dourado Airport) (به زبان بومی: Aeroporto da Serra do Areão) یک فرودگاه همگانی مسافربری با کد یاتا MEU است که یک باند فرود آسفالت دارد و طول باند آن ۱۸۰۰ متر است. این فرودگاه در کشور برزیل قرار دارد و در ارتفاع ۲۰۶ متری از سطح دریا واقع شده‌است.